# Genevieve Nnaji
Genevieve Nnaji (Mbaise (Imo), 3 mei 1979) is een Nigeriaanse actrice, regisseur en zangeres. In 2005 won ze de African Movie Academy Award voor 'beste actrice'.

## Biografie
Nnaji groeide op in Lagos, de commerciële hoofdstad in het zuiden van Nigeria. Ze was het vierde kind uit een gezin van acht en werd opgevoed in een gezin uit de middenklasse. Haar vader werkte als ingenieur en haar moeder was leerkracht. Voordat ze naar de Universiteit van Lagos ging, liep ze school in het Methodist Girls College van Yaba. Terwijl ze aan de universiteit studeerde, begon Nnaji verschillende audities te doen voor enkele van de vele Nollywood-projecten.

## Carrière
Nnaji carrière als actrice begon op achtjarige leeftijd met een klein rolletje in de toenmalige soap-opera Ripples. Nadien trad ze op in enkele reclamespotjes. Op negentienjarige leeftijd werd ze in de Nigeriaanse filmwereld geïntroduceerd met de film Most Wanted. Daarnaast verscheen ze in Last Party, Mark of the Beast and Ijele.
Nnaji ontving voor haar werk onder meer de prijs voor 'beste actrice' bij de City People Awards 2001 en op de African Movie Academy Awards 2005.
In 2004 tekende Nnaji een contract bij een Ghanees platenlabel en bracht ze een muziekalbum uit. In mei 2008 lanceerde ze haar eigen kledinglijn, St. Genevieve, dat een deel van de opbrengst aan een goed doel besteedt.

## Filmografie
| - Beautiful Soul (2008) - Broken Tears (2008) - My Idol (2008) - River of Tears (2008) - Letters to a Stranger (2007) - Warrior's Heart (2007) - 30 Days (2006) - Girls Cot (2006) - Darkest Night (2005) - Games Women Play (2005) - Rip-Off (2005) - Bumper to Bumper (2004) - Critical Decision (2004) - Dangerous Sisters (2004) - Goodbye New York (2004) - He Lives in Me (2004) - Into Temptation (2004) - My First Love (2004) - Never Die for Love (2004) - Promise Me Forever (2004) | - Stand by Me (2004) - Treasure (2004) - Unbreakable (2004) - We Are One (2004) - Above Death: In God We Trust (2003) - Blood Sister (2003) - Break Up (2003) - Butterfly (2003) - By His Grace (2003) - Church Business (2003) - Deadly Mistake (2003) - Emergency Wedding (2003) - For Better for Worse (2003) - Honey (2003) - Jealous Lovers (2003) - Keeping Faith: Is That Love? (2003) - Last Weekend (2003) - Late Marriage (2003) - Love (2003) - My Only Love (2003) | - Not Man Enough (2003) - Passion & Pain (2003) - Passions (2003) - Player: Mr. Lover Man (2003) - Private Sin (2003) - Sharon Stone in Abuja (2003) - Super Love (2003) - The Chosen One (2003) - Women Affair (2003) - Battle Line (2002) - Formidable Force (2002) - Power of Love (2002) - Runs! (2002) - Sharon Stone (2002) - Valentino (2002) - Death Warrant (2001) - Love Boat (2001) - Mark of the Beast (1999) - Camouflage (1999) |